# Premislek o predlogih za pravno priznanje zvez med istospolnimi osebami
Premislek o predlogih za pravno priznanje zvez med istospolnimi osebami (izvirno italijansko Considerazioni circa i progetti di riconoscimento legale delle unioni tra persone omossessuali) je dokument, ki ga je izdelala Kongregacija za nauk vere leta 2003.
V zbirki Cerkveni dokumenti - nova serija je to delo izšlo leta 2003 kot 2. cerkveni dokument (kratica CD NS-2).